# Surréalisme
Le surréalisme est un mouvement poétique et artistique du XXe siècle directement issu de la révolte incarnée par le mouvement dada tout à la fin de la Première Guerre mondiale. Comprenant l’ensemble des procédés de création et d’expression (peinture, dessin, musique, photographie, cinéma, poésie, contes…) utilisant toutes les forces psychiques (automatisme, rêve, inconscient) libérées du contrôle de la raison et en lutte contre les valeurs reçues, il est caractérisé par sa transdisciplinarité (poésie, peinture, objet, collage, cinéma, costume…) et l'importante collaboration entre ses membres.
En 1924, André Breton le définit dans le premier Manifeste du surréalisme comme un « automatisme psychique pur, par lequel on se propose d'exprimer, soit verbalement, soit par écrit, soit de toute autre manière, le fonctionnement réel de la pensée. Dictée de la pensée, en l'absence de tout contrôle exercé par la raison, en dehors de toute préoccupation esthétique ou morale […] ».
Le surréalisme repose sur la conviction qu'il existe une réalité supérieure dans certaines formes d'associations négligées jusqu'à lui, comme entre autres la toute-puissance du rêve ou le jeu désintéressé de la pensée. Il se plaît aux rapprochements inattendus entre des termes apparemment inconciliables, de façon à faire jaillir un sens neuf ou, comme le dit Breton, « une lumière particulière, lumière de l'image ». Le surréalisme « tend à ruiner définitivement tous les autres mécanismes psychiques et à se substituer à eux dans la résolution des principaux problèmes de la vie ». En réactualisant la dimension poétique de la peinture, le surréalisme se heurte à la question de la représentation du non figurable et de l'indicible.

## Origine

### Précurseurs et sources du surréalisme

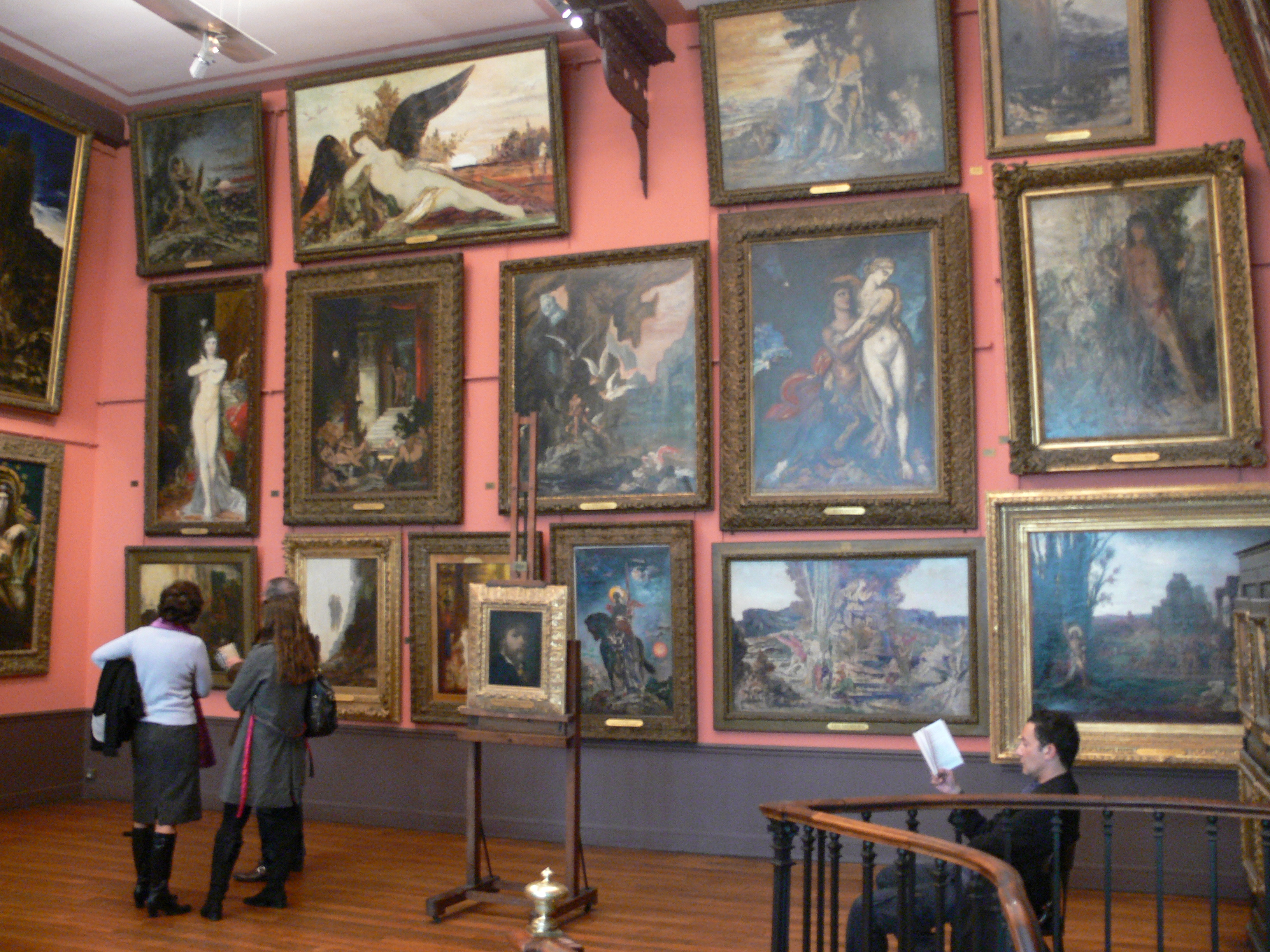
Le musée Gustave-Moreau, à Paris, qu'André Breton aimait visiter.

Dans le courant du XIXe siècle, le « super naturalisme » de Gérard de Nerval, le "surhumain" de Friedrich Nietzsche, le décadentisme (ou déclinisme) de Charles Baudelaire et de Stéphane Mallarmé et, enfin surtout, le romantisme allemand de Jean Paul (dont les rêves annoncent l'écriture automatique) et d'Hoffmann peuvent être considérés comme des mouvements précurseurs du surréalisme. L'auteur qui inspire le plus les écrivains surréalistes est Lautréamont. Parmi les poètes des générations juste précédentes, Arthur Rimbaud et Guillaume Apollinaire sont eux aussi régulièrement cités. Dans le théâtre et dans la prose, on note aussi une grande influence d'Alfred Jarry.
Dans la tradition picturale, les surréalistes s'inspirent notamment de Jérôme Bosch,, à ce titre parfois qualifié d'artiste proto-surréaliste (en),. Plus récemment, ils s'inspirent également de Gustave Moreau et Odilon Redon. Les premières œuvres plastiques poursuivent les inventions du cubisme, tout en s'inspirant également de l'art abstrait et du futurisme. Les surréalistes admirent ainsi l'œuvre de Pablo Picasso, qui sera proche de plusieurs membres du mouvement, mais aussi de Giorgio de Chirico, Marc Chagall, ou encore Vassili Kandinsky, auquel André Breton rend hommage dans son premier Manifeste.

### Étymologie

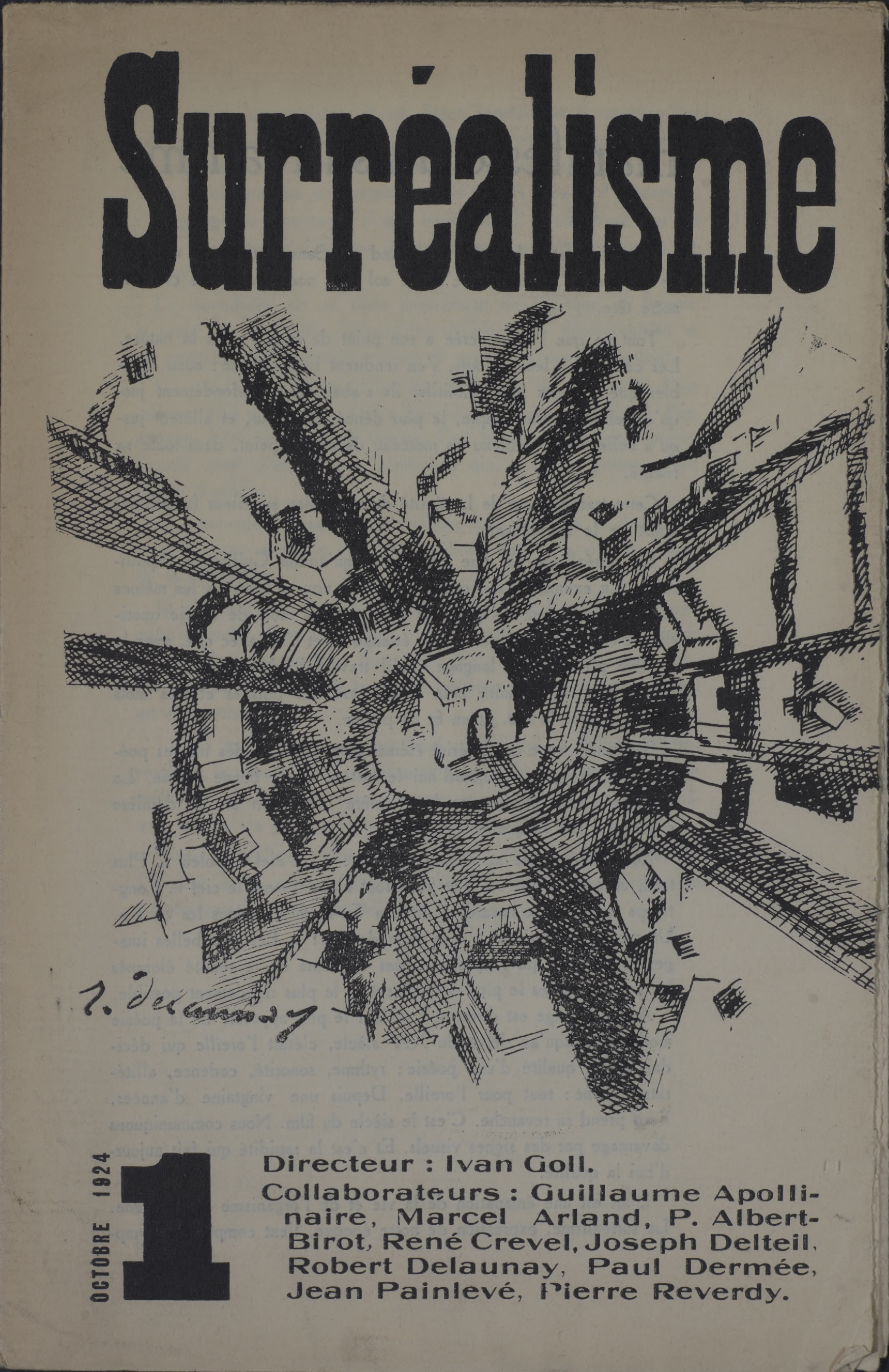
Yvan Goll, Surréalisme, Manifeste du surréalisme, Volume 1, Numéro 1, 1 octobre 1924, couverture de Robert Delaunay

Le poète Arthur Rimbaud (1854-1891) voulait être un visionnaire (ou plus exactement « voyant »), se mettre en état de percevoir la face cachée des choses, une autre réalité. C'est en poursuivant les tentatives de Rimbaud que Guillaume Apollinaire (1880-1918) part à la recherche de cette réalité invisible et mystérieuse. Le substantif « surréalisme » apparaît pour la première fois en mars 1917 dans une lettre de Guillaume Apollinaire à Paul Dermée : « Tout bien examiné, je crois en effet qu'il vaut mieux adopter surréalisme que surnaturalisme que j'avais d'abord employé. Le mot “surréalisme” n'existe pas encore dans les dictionnaires, et il sera plus commode à manier que surnaturalisme déjà employé par MM. les Philosophes. » C'est le poète Pierre Albert-Birot qui décida Apollinaire, en mai de la même année, à sous-titrer la pièce que celui-ci était en train d'achever, Les Mamelles de Tirésias, « drame surréaliste » plutôt que « surnaturaliste ». PICABIA a aussi fait référence à un "superréalisme" : dans la Revue "391" : en mai 1924.
Le concept est divulgué par la plaquette de présentation qu'Apollinaire est chargé, par Serge Diaghilev, de rédiger pour la première de Parade, ballet réaliste en un tableau, le 18 mai 1917 au théâtre du Châtelet, à Paris. Du spectacle total conçu par Jean Cocteau conjuguant « le premier orchestre d'Erik Satie, le premier décor de Pablo Picasso, les premières chorégraphies cubistes de Léonide Massine, et le premier essai pour un poète de s'exprimer sans paroles », où « la collaboration a été si étroite que le rôle de chacun épouse celui de l'autre sans empiéter sur lui », il explique :

« De cette alliance nouvelle, […] il est résulté dans Parade, une sorte de sur-réalisme où je vois le point de départ d'une série de manifestations de cet esprit nouveau qui, trouvant aujourd'hui l'occasion de se montrer, ne manquera pas de séduire l'élite et se promet de modifier de fond en comble les arts et les mœurs dans l'allégresse universelle, car le bon sens veut qu'ils soient au moins à la hauteur des progrès scientifiques et industriels. Jean Cocteau appelle un ballet réaliste. Les décors et les costumes cubistes de Picasso témoignent du réalisme de son art. Ce réalisme, ou ce cubisme, comme on voudra, est ce qui a le plus profondément agité les arts durant les dix dernières années. »

— G. Apollinaire, Parade et l'esprit nouveau, in Programme des Ballets russes, Paris, mai 1917
Ainsi, Apollinaire entend théoriser le sursaut poétique provoqué par la Première Guerre mondiale par lequel Jean Cocteau, comme quatre ans plus tard dans le spectacle des Mariés de la Tour Eiffel, dédouble la représentation « réaliste » du quotidien bourgeois du spectateur par celle de la fantaisie inhumaine et rêvée de personnages-machines. Dans ce manifeste se trouve déjà tout ce que ses détracteurs trouveront à reprocher au surréalisme : rupture avec tout traditionalisme, élitisme, modernité, c'est-à-dire progrès scientifique et, à l'instar des futuristes, industrialisme.
Dans une chronique de mai 1917 consacrée au même ballet, Apollinaire, admiratif des décors créés par Picasso, revient sur le concept d'« […] une sorte de “sur-réalisme” où [il] voit le point de départ d'une série de manifestations de cet esprit nouveau qui […] se promet de modifier de fond en comble les arts et les mœurs […] Cette tâche “surréaliste” que Picasso a accomplie en peinture, […] je m'efforce de l'accomplir dans les lettres et dans les âmes […] ». Dans une lettre du 16 juin 1917 adressée à Théodore Fraenkel, Jacques Vaché annonce la première des Mamelles de Tirésias pour le 24 : « […] et j'espère être à Paris […] pour la représentation surréaliste de Guillaume Apollinaire ».
Pour Gérard Durozoi, le mot surréalisme est « désormais […] victime de sa fausse popularité : on n'hésite pas à qualifier de surréaliste le premier fait un peu bizarre ou inhabituel, sans davantage se soucier de rigueur. Le surréalisme […] est pourtant exemplaire par sa cohérence et la constance de ses exigences ». Cependant, Alain et Odette Virmaux pensent que cette « évolution sémantique n'est pas du tout déviante » et qu'elle « reste en accord avec le mot […], les surréalistes ayant “une prédilection pour l'humour noir et le nonsense” ».

### Influence de Marx et de Freud
Cette aventure (« une attitude inexorable de sédition et de défi ») passe en effet par l'appropriation de la pensée du poète Arthur Rimbaud (« changer la vie »), de celle du philosophe Karl Marx (« transformer le monde ») et des recherches de Sigmund Freud : Breton s'est passionné pour les idées de Freud qu'il a découvertes dans les ouvrages des Français Emmanuel Régis et Angelo Hesnard, en 1917. Il en a retiré la conviction du lien profond unissant le monde réel et le monde sensible des rêves, et d'une forme de continuité entre l'état de veille et l'état de sommeil (voir en particulier l'écriture automatique). Dans l'esprit de Breton, l'analogie entre le rêveur et le poète, présente chez Baudelaire, est dépassée. Il considère le surréalisme comme une recherche de l'union du réel et l'imaginaire : « Je crois à la résolution future de ces deux états, en apparence si contradictoires, que sont le rêve et la réalité, en une sorte de réalité absolue. »
Freud lui-même ressentit la plus grande méfiance envers les représentants du mouvement jusqu’à sa rencontre avec Salvador Dalí le 19 juillet 1938. Dans une lettre à Stefan Zweig datée du lendemain, Freud avoue : « J’étais jusque-là enclin à considérer les surréalistes, qui semblent m’avoir choisi pour saint patron, comme des fous absolus (disons à 95% […]). » Mais il avait changé d’avis devant l’incroyable technique du peintre et l’intérêt analytique de l’œuvre qui lui avait été présentée.

## Histoire
Le rapport du surréalisme à l’histoire est ambivalent. André Breton condamne la partialité du savoir historique et le culte du passé, et interroge le concept du temps. Et pourtant, les surréalistes ont cherché à fonder historiquement le mouvement, ils en sont même devenus les premiers historiographes en consignant toutes les dates et évènements marquants.

### De dada au surréalisme
À partir de 1917, et du ballet Parade, Cocteau et Apollinaire réfléchissent sur ce qu'ils ressentent être un esprit nouveau. Apollinaire reprend Les Mamelles de Tirésias, qu'il avait rédigé en 1903, pour y ajouter des éléments qui lui semblent découler tout naturellement des sensibilités de l'époque : tout un peuple représenté par une seule personne, un kiosque à journaux parlant, ou diverses provocations. Ce courant, se nourrissant de la période dada, trouve une nouvelle concrétisation avec la pièce Les Mariés de la tour Eiffel, en 1921. Pour cette pièce, Cocteau, à une musique bruitiste, préfère un amalgame de music-hall et d'absurde, poussant autant que possible la pataphysique de Jarry. À partir de là, débordant le mouvement dada, mais nourris par lui, les artistes recherchent des idées nouvelles.
Après avoir été séduits par le dadaïsme, les surréalistes s'inscrivent en rupture par rapport à ce mouvement : ils considéraient que le surréalisme susciterait l'arrivée de nouvelles valeurs, ce que n'acceptaient pas les dadaïstes. Le dada, absolu dans sa dénonciation, ne survit pas à une querelle relative à l'engagement, suscitée par la Révolution soviétique et le risque d'une nouvelle guerre. En 1924 naît le surréalisme avec la publication du premier Manifeste du surréalisme d'André Breton, soucieux d'agir sur la société, sinon sur l'individu, sans tomber dans l'embrigadement. Dalí affirme d'ailleurs être sûr que le surréalisme « changerait le monde ». Étant lui-même un adepte opportuniste de ce mouvement, il sera une des incarnations des ambiguïtés de ce changement quand celui-ci prétend rester circonscrit au terrain culturel.

### L'âge d'or: 1924-1940
Plusieurs œuvres majeures du surréalisme sont publiées ou écrites dans la foulée de la publication du Manifeste d'André Breton. Louis Aragon publie Le Libertinage puis Le Paysan de Paris (1926), Antonin Artaud publie L'Ombilic des limbes, André Breton Les Pas perdus et Poisson soluble, Paul Eluard Mourir de ne pas mourir, Benjamin Péret Immortelle maladie.
Le premier des peintres surréalistes est Max Ernst, qui appartenait déjà au mouvement dada. Il pratique notamment la technique du collage. Dès 1924, Joan Miro entre dans le groupe. André Masson en fait également partie, de même qu'Yves Tanguy. Tous ces peintres, bien que réunis par le souci de créer des formes nouvelles, notamment en mobilisant le thème du rêve, ont des pratiques très diverses.
La photographie surréaliste est représentée d'abord par Man Ray, qui participait déjà au groupe dada à Paris. Brassaï intègre le groupe en 1924. Les photographes Éli Lotar et sa compagne Germaine Krull arrivent à Paris en 1924 et participent au groupe surréaliste, sans en être néanmoins des membres centraux. Germaine Krull obtient du succès dès 1925 avec son portfolio Metal, montrant des fragments de ponts transbordeurs ou de machineries de la tour Eiffel, aux cadrages audacieux, souvent en contre-plongée, déconnectées d’une vision réaliste.
En 1925, les membres se réunissent tantôt chez André Breton, tantôt rue du Château,dans le quatorzième arrondissement de Paris, derrière Montparnasse, où cohabitent Marcel Duhamel, Jacques Prévert et Yves Tanguy, qui viennent de rejoindre le mouvement. C'est lors d'une de ces réunions de la rue du Château qu'est inventée la pratique du cadavre exquis.
La fin des années 1920 voit les premières tensions entre les membres, notamment autour de l'adhésion ou non au Parti Communiste Français. Des membres jugés « bourgeois » sont exclus en 1929, dont certains fondent Le Grand Jeu : René Daumal, Roger Gilbert-Lecomte notamment. Les exclus répondent avec le pamphlet Un Cadavre (reprenant le titre du pamphlet surréaliste de 1924 contre Anatole France), qui accuse violemment André Breton de dérive sectaire et autoritaire. André Breton publie en 1929 le Second manifeste du surréalisme, dans le but de réaffirmer les principes initiaux et de réunir les membres, mais la désunion se poursuit, avec de nombreux pamphlets interposés. Robert Desnos est lui aussi exclu.
Cependant, ces mêmes années voient l'émergence du cinéma surréaliste. Antonin Artaud écrit le scénario du premier film surréaliste, La Coquille et le Clergyman de Germaine Dulac (1927), mais estime ne pas reconnaître son travail dans cette œuvre, si bien que les surréalistes chahutent la présentation du film au studio des Ursulines. En 1929, Luis Buñuel et Salvador Dalí réalisent Un Chien andalou, qui est salué par le groupe surréaliste. L'année suivante, la censure du film de Buñuel L'Âge d'or entraîne la constitution d'un fort bloc surréaliste derrière elle. C'est sans doute le seul film qui ait fait l'unanimité dans le groupe.
Après son entrée dans le groupe surréaliste par le cinéma, Salvador Dali devient surtout célèbre comme peintre. Il s'inscrit nettement dans la pratique surréaliste avec sa toile Le Grand Masturbateur, peinte en 1929. Il développe ensuite sa méthode « paranoïaque-critique », qui suscite l'admiration d'André Breton et le voit produire ses tableaux les plus célèbres. Il est régulièrement mis en marge du mouvement, notamment lorsqu'il fait part de son admiration pour Adolf Hitler, mais continue de participer aux revues surréalistes.
Au début des années 1930 naît véritablement un courant de sculpture surréaliste, à partir du ralliement d'Alberto Giacometti au groupe et à son œuvre Boule suspendue, qui impressionne fortement André Breton et Salvador Dali. Tout un numéro de la revue Le Surréalisme au service de la révolution est consacré au thème de l'objet, qui devient central dans le groupe, après une réflexion des années 1920 plus centrée sur le thème de l'image. Salvador Dali, s'inspirant de l'œuvre de Giacometti, lance le concept d'« objets à fonctionnement symbolique », avec notamment l'œuvre Objet scatologique à fonctionnement symbolique. Après cela , plusieurs surréalistes pratiquent l’assemblage d’objets par associations libres et sous le règne de l’ambiguïté : Breton, Dalí, mais aussi Gala et Valentine Hugo. Alberto Giacometti préfère quant à lui l'expression « objets muets et mobiles » ou « objets désagréables, à jeter » pour qualifier ses propres productions, tels que Femme égorgée.

### Dispersion du groupe et tentatives de reformation
Le déclenchement de la Seconde Guerre mondiale entraîne la dispersion des membres du mouvement surréaliste. Le peintre Max Ernst est d'abord interné dans des camps français, au motif qu'il est citoyen allemand. Plusieurs membres se retrouvent à Marseille, sous l'aile du Centre américain de secours dirigé par Varian Fry et  Daniel Benedite. Autour d'André Breton arrivent de nombreux peintres : Victor Brauner, Oscar Dominguez, Max Ernst libéré, Jacques Hérold, Wilfredo Lam, André Masson et Hans Bellmer.
Plusieurs surréalistes se réunissent à New York, où ils bénéficient de l'aide de Peggy Guggenheim, qui a épousé Max Ernst en 1941. En 1942 a ainsi lieu l'exposition Art Of This Century au Musée Guggenheim, où sont exposés de nombreux surréalistes, et pour laquelle André Breton aide Peggy Guggenheim à établir le catalogue, qui sera préfacé par Hans Arp et Piet Mondrian.
Salvador Dali se rend aux États-Unis au début du conflit mondial. Il y entre en quête de notoriété, se convertit au catholicisme, et abandonne le groupe surréaliste.
Dans les années 1940, de nombreux surréalistes étant présents aux États-Unis, des activités surréalistes y ont lieu, en particulier autour de la revue VVV, fondée par André Breton avec Marcel Duchamp et Max Ernst.
Au retour de l'exil, à la fin de la Seconde Guerre mondiale, André Breton tente de nouveau de réunir des membres. De nouveaux arrivants apparaissent : Jean-Pierre Duprey, Julien Gracq, André Pieyre de Mandiargues, Stanislas Rodanski. Des femmes sont enfin acceptées comme membres du groupe, en particulier Joyce Mansour. Les dissensions se poursuivent néanmoins, avec notamment une bagarre déclenchée par André Breton lors d'une conférence de Tristan Tzara en 1947. La plupart des surréalistes yougoslaves de la revue Témoignages intègrent le gouvernement du maréchal Tito ; en Tchécoslovaquie, Zavis Kalandra est exécuté par le pouvoir stalinien et Karel Teige se suicide lors de son arrestation. André Breton se retire dans le Lot.
Des revues continuent d'être créés pour maintenir le groupe : Néon (1948-1949), Médium (1952-1953), ou encore La Brèche (1961-1965). Cependant, plus aucun texte majeur n'est publié, et l'influence du surréalisme devient plus diffuse. Des ralliements continuent d'arriver, comme en 1950 celui du poète mexicain Octavio Paz, futur prix Nobel de littérature. Peu à peu, la littérature strictement issue du groupe surréaliste se fait moins importante, mais commence la diffusion d'une influence non négligeable. Ainsi, Boris Vian n'a jamais été membre du surréalisme, mais une œuvre comme L'Écume des jours est fortement imprégnée de surréalisme. Certains surréalistes naissent par ailleurs posthumes, comme Colette Peignot, qui était en marge du surréalisme et mourut en 1938, et dont l'œuvre est essentiellement découverte durant les années 1970.

### Le surréalisme après la mort de Breton
En France, en 1966, la mort du poète André Breton, chef de file du groupe, va entraîner de grands soubresauts dans le surréalisme. Trois ans plus tard, Jean Schuster signa officiellement, dans le quotidien Le Monde, l’acte de décès du mouvement dans un article intitulé « Le Quatrième Chant », mais la majorité des membres du groupe refuse cette décision brutale. Pour la plupart des surréalistes stupéfaits par la décision de Jean Schuster, celle-ci est fondée sur une manipulation politique dont l’origine se trouve dans l’engagement pro-cubain de Jean Schuster. Jean-Louis Bédouin écrit un virulent article de protestation publié dans Le Monde du 25 octobre 1969, Vincent Bounoure lance au sein du groupe l’enquête Rien ou quoi ? qui mettra en évidence l’écartèlement du groupe sur la question de la dissolution.
En plus de Jean-Louis Bédouin et Vincent Bounoure, Robert Benayoun, Jorge Camacho, Gherasim Luca, Marianne van Hirtum, Jacques Abeille, Ludwig Zeller (en) et d'autres vont refuser cette décision brutale et vont poursuivre l’aventure surréaliste. Dans le Bulletin de liaison surréaliste (10 numéros parus entre 1970 et 1976), dirigé par Jean-Louis Bédouin, puis dans les deux numéros de Surréalisme (janvier 1977, juin 1977), on retrouve, entre autres, aux côtés de Vincent Bounoure, les noms de Michel Zimbacca, Joyce Mansour, Jorge Camacho, Michaël Löwy, Yves Elléouët. Après la mort de Vincent Bounoure en 1996, le Groupe surréaliste de Paris, réuni autour de Michel Zimbacca, se dote jusqu’en 2005 de la revue S.U.R.R.. L’activité du groupe parisien se poursuit aujourd’hui, notamment à travers des expositions collectives et une nouvelle revue, Alcheringa, animée par Sylwia Chrostowska, Joël Gayraud et Guy Girard, dont quatre numéros ont paru depuis 2019.
À côté de ce courant qui continue d’affirmer la présence surréaliste au-delà même de la dissolution officielle du mouvement, les anciens membres ayant accepté cette dissolution, autour de Gérard Legrand, José Pierre et Jean Schuster, publieront au début des années 1970 la revue Coupure. Mais certains des auteurs de Coupure s’opposeront à leur tour à Jean Schuster et José Pierre pour se retrouver autour de Radovan Ivšić et du jeune poète libertaire Pierre Peuchmaurd. Les rejoindront, entre autres, Jean Benoit, Georges Goldfayn, Gérard Legrand, Toyen et Annie Le Brun. Plus tard encore, un autre des derniers compagnons d’André Breton, Sarane Alexandrian, tout en considérant acquise la mort du surréalisme historique, constatant que rien n’est venu le remplacer, crée et anime la revue Supérieur inconnu (1996-2011), tentant lui aussi de fédérer les forces surréalistes en France (avec entre autres Alain Jouffroy, Jean-Dominique Rey, Christophe Dauphin, Basarab Nicolescu, Virgile Novarina ou Virginia Tentindo, laquelle a rejoint en 2013 le Groupe surréaliste de Paris).
Parallèlement, dès les années 1970, paraissent des revues émanant de collectifs se situant ouvertement dans la lignée du surréalisme (Le Melog, La Crécelle noire, Camouflage) que fondent ou viennent rejoindre de plus jeunes recrues (Pierre Peuchmaurd, Alice Massénat ou Peter Wood). Le poète surréaliste irakien Abdul-Kader El Janabi anime divers groupes, et les éditions Arabie-sur-Seine qui publient des textes de Pierre Peuchmaurd, Jean-Pierre Le Goff, Karl Kraus, Theodor W. Adorno.
Il faut noter que dans les principaux autres pays marqués par le surréalisme (Royaume-Uni, États-Unis, Tchécoslovaquie notamment), les groupes surréalistes existants n’ont guère été touchés par la décision de Jean Schuster de 1969 et que des groupes surréalistes y ont continué leurs activités de façon ininterrompue, y compris, pour le cas de la Tchécoslovaquie (avec entre autres Vratislav Effenberger, Martin Stejskal, Jan Švankmajer, Eva Švankmajerová, Pavel Řezníček (en)), le groupe réapparu après le Printemps de Prague dans les conditions hostiles d'un pouvoir totalitaire censurant la vie intellectuelle.

## Influence internationale

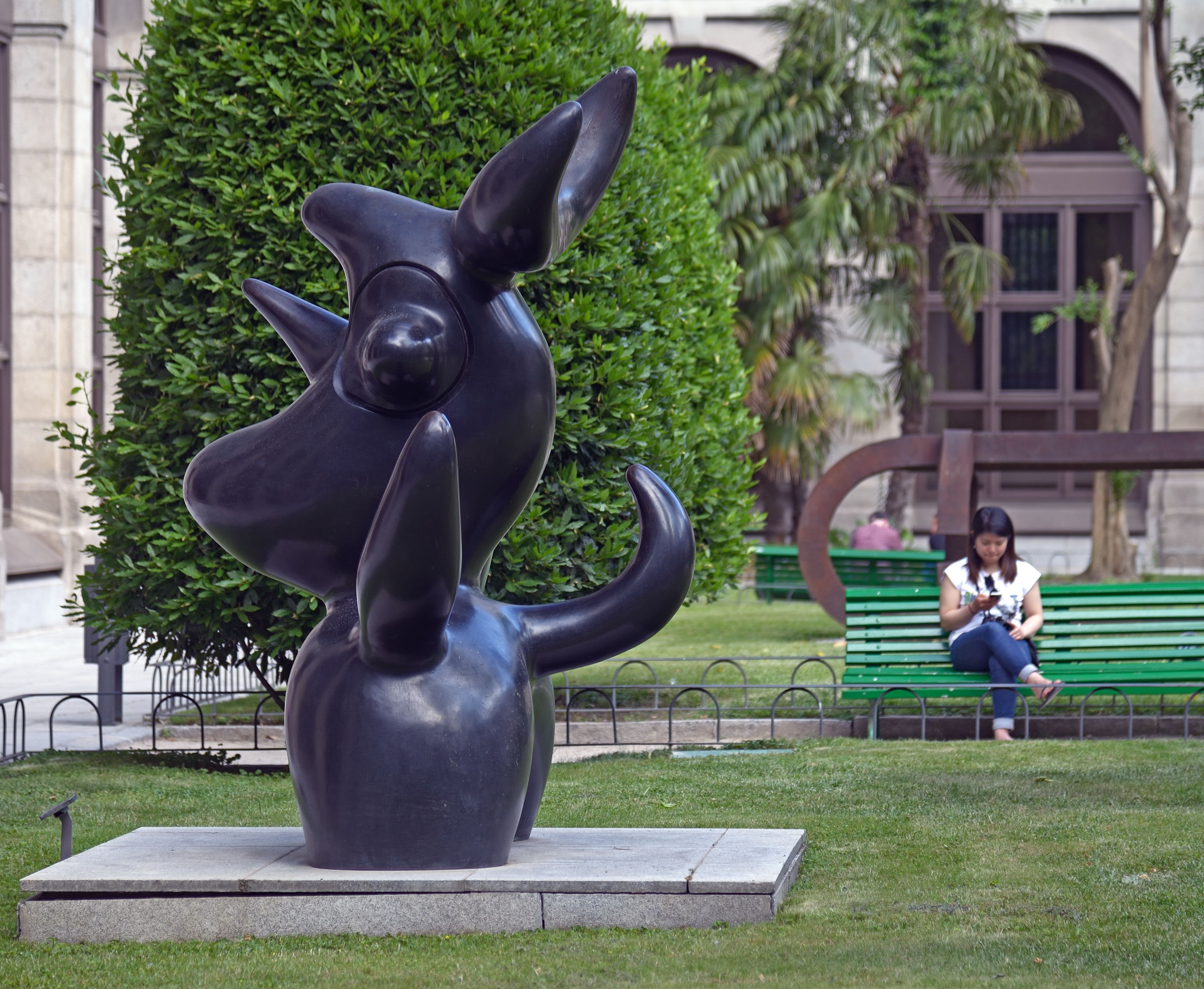
Lunar Bird (L'oiseau lunaire), Sculpture de Joan Miró.

Le surréalisme connaît une fortune particulière dans la littérature francophone belge. Paul Nougé, dont la poésie présente un aspect ludique très marqué, fonde en 1924 un centre surréaliste à Bruxelles avec entre autres les poètes Camille Goemans et Marcel Lecomte. Un autre groupe important, Rupture, se crée en 1932, à La Louvière, autour de la personnalité d'Achille Chavée.
Le surréalisme belge prend ses distances à l'égard de l'écriture automatique et de l'engagement politique du groupe parisien. L'écrivain et collagiste E. L. T. Mesens fut l'ami de René Magritte. Les poètes Paul Colinet, Louis Scutenaire et André Souris et, plus tard, Marcel Mariën appartiennent également à ce courant. La francophonie d'outre-mer trouvera notamment en Jean Venturini, poète franco-marocain révolté et rimbaldien, un porte-parole original et indépendant, mort trop tôt pour donner sa pleine mesure, et auquel le poète Max-Pol Fouchet rendra un hommage fort.
Le surréalisme exercera une action stimulante sur le développement de la poésie espagnole, mais à la fin des années 1920 seulement, et en dépit de la méfiance suscitée par l'irrationalisme inhérent à la notion d'écriture automatique. Ramón Gómez de la Serna définit ses rapprochements insolites, greguerias, comme « humour + métaphore ». Le courant « ultraïste » déterminera un changement de ton chez les poètes de la « Génération de 27 », Federico García Lorca, Rafael Alberti, Vicente Aleixandre et Luis Cernuda. Les principes surréalistes se retrouvent en Scandinavie et en URSS. Le « poétisme » tchèque peut être considéré comme une première phase du surréalisme. Il s'affirme dès 1924 avec un manifeste publié par Karel Teige, qui conçoit la poésie comme une création intégrale, donnant libre cours à l'imagination et au sens ludique. Ses représentants les plus éminents furent Jaroslav Seifert et surtout Vítězslav Nezval, dont Soupault souligna l'audace des images et symboles. Le mouvement surréaliste yougoslave entretient d'étroits contacts avec le courant français grâce à Marko Ristić (en).
Aux Pays-Bas, le photographe Emiel van Moerkerken était dans les années 1930 et 1940 le plus important artiste surréaliste. Inspiré par ses connaissances de Paris, tels que Brassaï, Dalí et Breton, il a introduit le surréalisme aux Pays-Bas.
En dépit d'une perte de prestige à partir de 1940, le surréalisme a existé comme groupe jusqu'aux années 1960, en se renouvelant au fur et à mesure des départs et des exclusions. Le surréalisme fut également revendiqué comme source d'inspiration par l'Alternative orange, un groupe artistique d'opposition polonais, dont le fondateur, le Major (Commandant) Waldemar Fydrych, avait proclamé Le Manifeste du surréalisme socialiste. Ce groupe, qui organisait des happenings, peignait des graffiti absurdes en forme de lutins sur les murs des villes et était un des éléments les plus pittoresques de l’opposition polonaise au communisme, utilisait largement l’esthétique surréaliste dans sa terminologie et dans la place donnée à l’acte spontané.
Le surréalisme japonais est représenté par Junzaburō Nishiwaki (1894-1982), Shūzō Takiguchi (1903-1979), Katsue Kitazono (1902-1978). Parmi les peintres : Harue Koga (1895-1933), Ichirô Fukuzawa (de) (1898-1992), Noboru Kitawaki (1901-1951), ou encore le photographe et poète Kansuke Yamamoto (1914-1987). Quant aux romanciers, les œuvres les plus marquantes nous ont été laissées par Kōbō Abe (1924-1993). Concernant les mangas, une brèche fut ouverte à la possibilité d'emploi de tournures surréalistes avec l'œuvre Nejishiki (ねじ式) de Yoshiharu Tsuge (publiée dans le numéro de juin du magazine Garo, en 1968), puis le secteur put obtenir un appui écrasant de la génération du Zenkyōtō (équivalent de Mai 68), sous l'influence considérable d'artistes et de nombreux intellectuels non initiés à ce type d'œuvre. Le surréalisme japonais ne s'inscrit pas dans la continuité du dadaïsme. Au Japon, la quasi-totalité des écrivains appartenant au mouvement dadaïste (groupe d'écrivains faisant partie du MAVO) ne sont pas devenus surréalistes, et inversement, la plupart des surréalistes japonais n'œuvrent pas en tant que dadaïstes.
Il appartenait à l'écrivain majeur de la Bolivie au XXe siècle, Jaime Sáenz, de porter le flambeau du surréalisme en Amérique latine, plus d'ailleurs en héritier libre et indépendant qu'en sectateur fanatique.

## Techniques surréalistes

### L'écriture automatique
L'écriture automatique est un mode d'écriture cherchant à échapper aux contraintes de la logique, elle laisse s'exprimer la voix intérieure inconsciente, dévie l'inconscient de la pensée. Il s'agit d'écrire ce qui vient à l'esprit, sans se préoccuper du sens.

#### Définition de l'écriture automatique
Définition de l'écriture automatique par André Breton dans Manifeste du surréalisme (1924) :
"Surréalisme, n. m. Automatisme psychique pur par lequel on se propose d'exprimer, soit verbalement, soit par écrit, soit de toute autre manière, le fonctionnement réel de la pensée. Dictée de la pensée, en l'absence de tout contrôle exercé par la raison en dehors de toute préoccupation esthétique ou morale."
André Breton, (1896 / 1966), extrait du Manifeste du Surréalisme (page 328 du tome 1 des œuvres complètes de l'édition de La Pléiade), en 1924.
« Secrets de l'Art magique surréaliste. Composition surréaliste écrite, ou premier et dernier jet.

Faites-vous apporter de quoi écrire, après vous être établi en un lieu aussi favorable que possible à la concentration de votre esprit sur lui-même. Placez-vous dans l'état le plus passif, ou réceptif, que vous pourrez. Faites abstraction de votre génie, de vos talents et de ceux de tous les autres. Dites-vous bien que la littérature est un des plus tristes chemins qui mènent à tout. Ecrivez-vite sans sujet préconçu, assez vite pour ne pas vous retenir et ne pas être tenté de vous relire. La première phrase viendra toute seule, tant il est vrai qu'à chaque seconde il est une phrase, étrangère à notre pensée consciente, qui ne demande qu'à s'extérioriser ..."
André Breton, (1896 / 1966), extrait du Manifeste du Surréalisme (pages 331-332 du tome 1 des œuvres complètes de l'édition La Pléiade), en 1924.
Par l'écriture automatique, les surréalistes ont voulu donner une voix aux désirs profonds, refoulés par la société. L'objet surréaliste ainsi obtenu a d'abord pour effet de déconcerter l'esprit, donc de « le mettre en son tort ». Peut se produire alors la résurgence des forces profondes : l'esprit « revit avec exaltation la meilleure part de son enfance ». On saisit de tout son être la liaison qui unit les objets les plus opposés, l'image surréaliste authentiquement est un symbole. Approfondissant la pensée de Baudelaire, André Breton compare, dans Arcane 17, la démarche du surréalisme et celle de l'ésotérisme : elle offre « l'immense intérêt de maintenir à l'état dynamique le système de comparaison, ce champ illimité, dont dispose l'homme, qui lui livre les rapports susceptibles de relier les objets en apparence les plus éloignés et lui découvre partiellement le symbolisme universel ».

#### Écriture sexualisée
L'écriture sexualisée : d'après certains surréalistes comme André Breton, le moment de l'acte sexuel correspond à un moment où nos pulsions nous dominent. Dès lors, nos désirs profonds se révèlent, et ces instants peuvent être combinés à une pratique artistique désinhibée. Breton écrivait alors qu'il faisait l'amour et pensait que ses meilleures œuvres étaient le fruit de ces moments.

#### Récit de rêve et "cadavre exquis"
Les récits et les analyses de rêves consistent à décrire ses rêves et à trouver le « fil conducteur » qui les relie à la réalité. Des jeux d'écriture collectifs faisant intervenir le hasard sont également pratiqués ; le cadavre exquis en est un. Dans ce jeu, tous les participants écrivent tour à tour une partie de phrase sur une feuille sans connaître ce que les personnes précédentes ont marqué. L'ordre syntaxique nom-adjectif-verbe-COD-adjectif doit être respecté : on obtient ainsi une phrase grammaticalement correcte. Le nom de « cadavre exquis » vient de la première phrase obtenue de cette manière : « Le cadavre — exquis — boira — le vin — nouveau ». Enfin, pendant les séances de sommeil hypnotique, les participants notent leurs délires et hallucinations parfois provoqués par prise de drogues ou d'alcool.

### Méthode paranoïaque-critique
À l'opposé des techniques automatiques, se trouve la méthode paranoïaque-critique, « une méthode spontanée de connaissance irrationnelle, basée sur l’objectivation critique et systématique des associations et interprétations délirantes ». Patrice Schmitt, à propos d'une rencontre entre Dalí et Lacan, nota que « la paranoïa selon Dalí est aux antipodes de l'hallucination par son caractère actif ». Elle est à la fois méthodique et critique. Elle a un sens précis et une dimension phénoménologique et s'oppose à l'automatique, dont l'exemple le plus connu est le cadavre exquis. Faisant le parallèle avec les théories de Lacan, il conclut que le phénomène paranoïaque est de type pseudo-hallucinatoire. Les techniques d'images doubles sur lesquelles Dalí travaillait depuis Cadaqués (L'Homme invisible, 1929) étaient particulièrement propres à révéler le fait paranoïaque.

## Personnalités
- Liste des personnalités du mouvement surréaliste
- Femmes surréalistes